# Medea (película)
Medea es una película italiana de 1969 basada en la tragedia Medea, de Eurípides, y dirigida por Pier Paolo Pasolini. Se rodó en Turquía y en Siria —Capadocia y Aleppo—, así como en Viterbo, Pisa y Cinecittà.
Fue la única incursión en el cine de la gran diva de ópera Maria Callas, que en 1969 se hallaba retirada del mundo lírico. Pasolini la escogió porque había sido la Medea más célebre en la ópera del mismo nombre compuesta por Cherubini.

## Argumento
Se trata de una adaptación de la tragedia de Eurípides; pero, en realidad, esa pieza griega ocupa tan solo la segunda parte, pues la acción de la parte inicial de la película desarrolla en imágenes los hechos previos al núcleo dramático.
Pasolini muestra la trágica confrontación entre dos culturas incompatibles: el mundo mágico e irracional de la maga Medea, que es la humanidad en el sentido pasoliniano, y el mundo racional y "pequeñoburgués" de Jasón.
Al final de la película, cuando todo es previsible ya y Jasón se dirige a casa de Medea, se oye que lo llaman; no está solo: hay dos centauros, pero no es un dualismo, según señala Pasolini: 

[...] significa que la cosa sagrada, una vez desacralizada, no desaparece en absoluto.